# Der Herr der Ringe (Hörspiel)

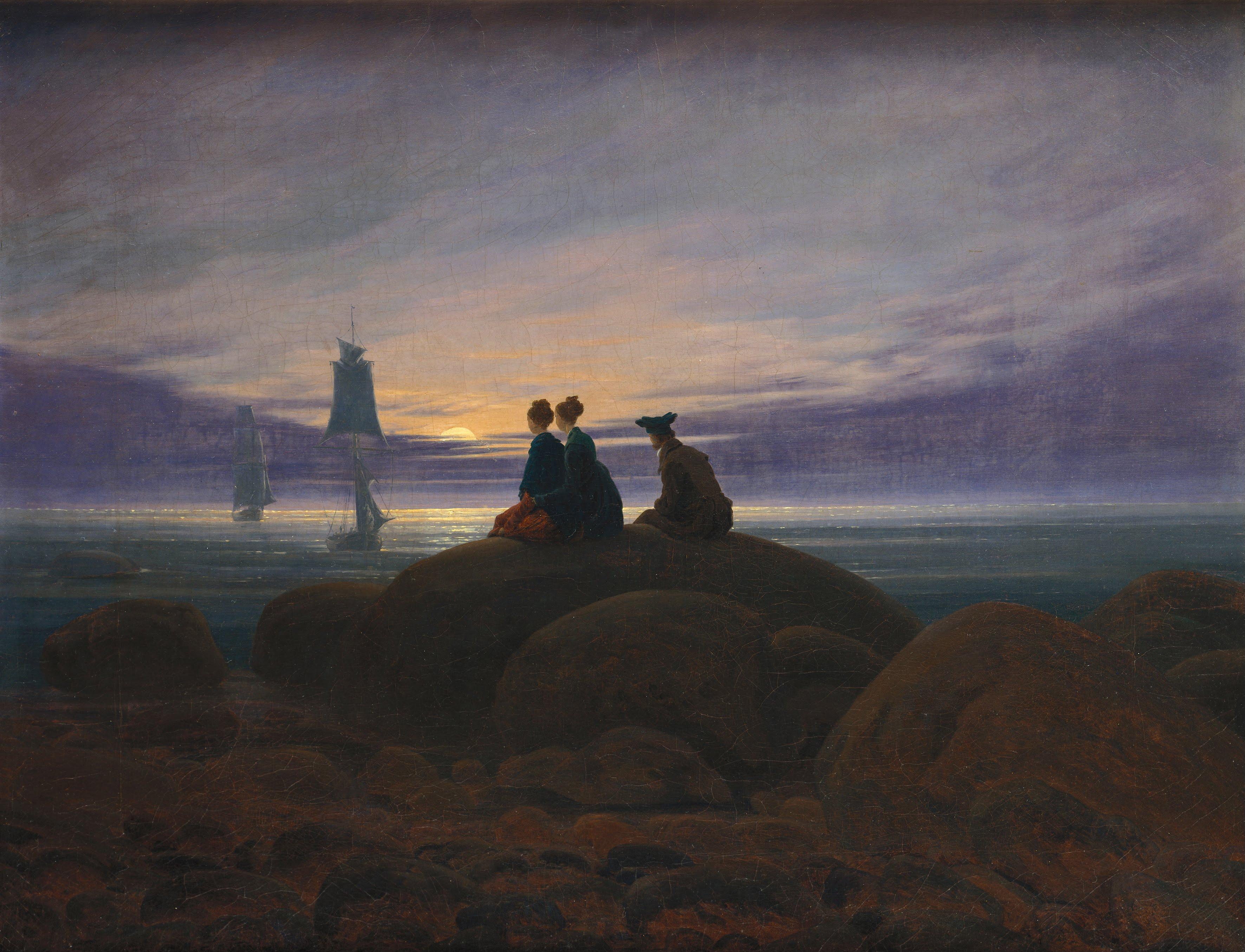
Lange Zeit Cover der MC- und CD-Verpackungen: Caspar David Friedrichs Mondaufgang am Meer (1822). Heute in der Alten Nationalgalerie (W.S. 53).

Der Herr der Ringe ist ein Hörspiel des Südwestrundfunks (SWR) und des Westdeutschen Rundfunks (WDR) nach dem Fantasy-Roman Der Herr der Ringe von J. R. R. Tolkien.

## Produktion
Zwischen September 1991 und Ende März 1992 entstand unter der Regie von Bernd Lau eine dreißigteilige Hörspielumsetzung von J. R. R. Tolkiens Der Herr der Ringe (aus dem Englischen von Margaret Carroux und E.-M. von Freymann), produziert von Südwestrundfunk (SWR) und Westdeutschem Rundfunk (WDR). Die rund 1.200 Seiten der Romanvorlage wurden von Hörspielregisseur Peter Steinbach in ein siebenhundertseitiges Hörspielmanuskript umgesetzt. Insgesamt gilt dieses Hörspiel als eines der aufwändigsten in der deutschen Hörspielgeschichte: Besetzt wurden fast 100 Rollen, 60 Haupt- und 36 Nebenrollen. Zu den Sprechern gehörten renommierte Schauspieler, Synchron- und Hörspielsprecher wie Manfred Steffen als Gandalf, Hans Peter Hallwachs als Aragorn, Rufus Beck als Pippin, Karl Lieffen als Schlangenzunge und Dietmar Mues als Gollum. Acht Chöre intonierten den Gesang zu der siebenstündigen Musik von Peter Zwetkoff, zeitweise wurden die insgesamt zwölfeinhalb Stunden in drei Aufnahmestudios parallel im Direktschnitt-Verfahren am Computer aufgezeichnet. Das Hörspiel Der Herr der Ringe gilt daher als erstes digitales Hörspiel Deutschlands. Die Produktionskosten beliefen sich auf etwa 750.000 D-Mark (nach späteren Angaben sogar auf umgerechnet fast 500.000 €). Die Erstausstrahlung im Radio von Januar bis April 1992 erreichte überdurchschnittliche Einschaltquoten von rund 100.000 Hörern je Folge.
Das Hörspiel wurde 1992 erstmals in Form von 15 Musikkassetten durch Cotta’s Hörbühne veröffentlicht. 1993 folgte, ebenfalls bei Cotta’s Hörbühne, die Veröffentlichung des Hörspiels auf 10 Audio-CDs im Schuber. Der spätere Vertrieb sowohl der MC- und CD-Fassung erfolgte durch den Hörverlag. Bis heute wird das Hörspiel immer wieder neu aufgelegt.

## Kritik
Die Hörspielumsetzung von Der Herr der Ringe erfuhr in der Vergangenheit besonderes Lob aufgrund ihrer qualitativen Hochwertigkeit und ihrer atmosphärisch gelungenen Inszenierung. In Fan-Kreisen wird jedoch kritisiert, dass die Kürzungen im Hörspielmanuskript besonders das Ende des Romans betreffen. Insbesondere der Wegfall des letzten Kapitels Die Grauen Anfurten würde den Schwerpunkt der Handlung zu sehr von der Reise Frodo Beutlins und seiner aufopferungsvollen Vernichtung des Einen Rings wegbewegen. Häufiger werden auch Mängel bei der korrekten Aussprache mittelirdischer Personen- und Ortsnamen kritisiert.

## Folgen
- Folge 1: Ein festlicher Abschied
- Folge 2: Der Ring bleibt bei Frodo
- Folge 3: Der Feind regt sich
- Folge 4: Hinaus in die Welt
- Folge 5: Eine Nacht unter Elben
- Folge 6: Verschwörung der Freunde
- Folge 7: Süße Gastfreundschaft
- Folge 8: Ein Waldläufer kommt ins Spiel
- Folge 9: Der Feind greift an
- Folge 10: Der Rat Elronds
- Folge 11: In die Tiefen der Welt
- Folge 12: Durins Zeiten
- Folge 13: Im Herzen des alten Reiches
- Folge 14: Frodos Entscheidung
- Folge 15: Die Gemeinschaft zerbricht
- Folge 16: Mit Horn und Trommeln
- Folge 17: Neue Ziele
- Folge 18: Ein Heer bricht auf
- Folge 19: Kampf um die Hornburg
- Folge 20: Nach Isengart
- Folge 21: Sarumans Stimme
- Folge 22: Eine Falle für alle Hobbits
- Folge 23: Der Feind vor der Stadt
- Folge 24: Zum Tor der Toten
- Folge 25: Die Verbündeten sammeln sich
- Folge 26: Feuer in der Stadt
- Folge 27: Der Tod des Königs
- Folge 28: Ein Köder für Mordor
- Folge 29: Am Schicksalsberg
- Folge 30: Zu guter Letzt

## Besetzung
| Rolle                               | Sprecher              |
| ----------------------------------- | --------------------- |
| Erzähler                            | Ernst Schröder        |
| Frodo Beutlin                       | Matthias Haase        |
| Gandalf                             | Manfred Steffen       |
| Aragorn                             | Hans Peter Hallwachs  |
| Samweis „Sam“ Gamdschie             | Edgar Hoppe           |
| Galadriel                           | Gustl Halenke         |
| Gimli                               | Walter Renneisen      |
| Peregrin „Pippin“ Tuk               | Rufus Beck            |
| Meriadoc „Merry“ Brandybock         | Tobias Lelle          |
| Legolas                             | Matthias Ponnier      |
| Elrond                              | Peter Lieck           |
| Haldir                              | Gunther Cremer        |
| Boromir                             | Christian Redl        |
| Bilbo Beutlin                       | Klaus Herm            |
| Saruman                             | Manfred Steffen       |
| Tom Bombadil                        | Peter Ehrlich         |
| Bauer Maggot                        | Günter Kasch          |
| Alter Eichler                       | Walter Laugwitz       |
| Grima Schlangenzunge                | Karl Lieffen          |
| Éomer                               | Rainer Schmitt        |
| Denethor II.                        | Heinz Schimmelpfennig |
| Éowyn / „Dernhelm“                  | Donata Höffer         |
| Faramir                             | Friedhelm Ptok        |
| Háma                                | Dieter Eppler         |
| Baumbart                            | Friedrich Schütter    |
| Fürst der Nazgûl (Schwarzer Reiter) | Christian Mey         |
| Celeborn                            | Wolfgang Hinze        |
| Théoden                             | Werner Rundshagen     |
| Gollum / Sméagol                    | Dietmar Mues          |
| Ohm Gamdschie                       | Wolfgang Reinsch      |
| Timm Sandigmann                     | Jochen Stern          |
| Saurons Mund                        | Peter Gawajda         |
| Goldbeere                           | Donata Höffer         |
| Glorfindel                          | Stephan Schwartz      |
| Imrahil                             | Gert Andresen         |
| Beregond                            | Klaus Spürkel         |
| Glóin                               | Heinz Meier           |
| Gildor                              | Charles Wirths        |
| Bergil                              | Johann Lau            |
| Väterchen Zwiefuß                   | Hans-Edgar Stecher    |

In weiteren Rollen sind Ingrid Adé (Gesang), Jan Biczycki, Hans-Peter Bögel, Helen Elcka, Markus Hoffmann, Horst Raspe, Andreas Szerda und andere, darunter Mitglieder des Kammersprechchors Zürich, zu hören.

## Produktionsdaten
- Regie: Bernd Lau
- Hörspielbearbeitung: Peter Steinbach
- Ton: Roland Seiler, Udo Schuster
- Schnitt: Christiane Köhler, Regina Kraus, Regine Schneider
- Musik: Peter Zwetkoff
- Geräusche: Mel Kutbay
- Gesang: Kammersprechchor Zürich und andere
- Aufnahmeleitung: Johannes Hertel
- Produktion: Südwestrundfunk (SWR) / Westdeutscher Rundfunk (WDR)
- Erstausstrahlung (Radio): 3. Januar bis April 1992[8]
- Erstveröffentlichung (AV-Medium): 1992
- Verlag: Cotta’s Hörbühne, Der Hörverlag
- Medium: 15 MCs (Normalausgabe) oder 9 MCs (Sonderausgabe) / 11 beziehungsweise 10 CDs
- Laufzeit: 756 Minuten
- ISBN 3-89584-963-4 / ISBN 3-89940-265-0 / ISBN 978-3-895-84143-9